# Tadeusz Wierzbicki
Tadeusz Wierzbicki (ur. 2 grudnia 1929 w Grudziądzu, zm. 19 lutego 2019) – polski ekonomista, profesor nauk ekonomicznych, w latach 1989–1993 rektor Uniwersytetu Szczecińskiego, specjalista w zakresie: informatyki ekonomicznej, organizacji przetwarzania danych, rachunkowości.

## Życiorys
W 1954 ukończył studia ekonomiczne w Wyższej Szkole Ekonomiczno-Turystycznej w Szczecinie. Stopień naukowy doktora nauk ekonomicznych w zakresie ekonomii uzyskał w 1961 w Wyższej Szkole Ekonomicznej w Poznaniu. W 1965 w Szkole Głównej Planowania i Statystyki w Warszawie (Wydział Finansów i Statystyki) nadano mu stopień naukowy doktora habilitowanego nauk ekonomicznych w zakresie ekonomii. W 1976 został profesorem nauk ekonomicznych.
Pracował w Politechnice Szczecińskiej, gdzie w 1969 został kierownikiem Zakładu Organizacji Przetwarzania Danych. W 1985 rozpoczął pracę w nowo utworzonym Uniwersytecie Szczecińskim. Był tam założycielem i pierwszym dyrektorem Instytutu Informatyki w Zarządzaniu. W latach 1989–1993 pełnił urząd rektora Uniwersytetu Szczecińskiego. Był także wykładowcą innych uczelni.
Został doktorem honoris causa Uniwersytetu Szczecińskiego.
Zmarł 19 lutego 2019. Został pochowany 23 lutego 2019 na cmentarzu Centralnym w Szczecinie – kwatera 18F/1/7. Pogrzeb odbył się w obrządku katolickim; uroczystości przewodniczył abp Andrzej Dzięga.